# Айя (фільм)
«Айя» — радянський двосерійний телефільм 1987 року режисера Варіса Брасли за мотивами однойменного роману Яніса Яунсудрабіня.

## Сюжет
Події відбуваються на початку 20-го століття в Латвії. Яніс після довгої відсутності повертається в рідне село, переконуючи себе, що їде до батьків, а не для того, щоб побачити свою юнацьку любов — Айю. Колись він не міг змиритися зі шлюбом Айї, яку кохав з дитинства, і поїхав до Риги. Виявляється, що чоловік Айї, колишній багатий селянин, спився й помер, а вона залишилася сама з трьома дітьми. Охоплений колишнім почуттям, Яніс, без колишніх образ і всупереч проханням батьків, одружується з нею. Але незабаром розуміє: Айя вийшла за нього не з кохання, а в надії вирватися з бідності. Яніс вірить, що працьовитість і порядність принесуть у сім'ю достаток і щастя, але Айя вже звикла до іншого життя… Незабаром Яніс дізнається, що Айя зустрічається зі своїм давнім приятелем Айзупсом, який час від часу дає їй гроші. Не в силах винести це, Яніс іде з життя.

## У ролях
- Зане Янчевська — Айя
- Юріс Жагарс — Яніс
- Діта Кренберга — Ієва
- Антра Лієдскалниня — мати Яніса
- Валдемарс Зандбергс — батько Яніса
- Велта Ліне — хазяйка
- Едуардс Павулс — хазяїн
- Даце Еверса — Пакалне
- Паул Буткевич — Пакалнс
- Юріс Камінскіс — Зізумс
- Візма Калме — Зізума
- Андріс Берзіньш — Юріс Айзупс

## Знімальна група
- Режисер — Варіс Брасла
- Сценарист — Алвіс Лапіньш
- Оператор — Алвіс Менготс
- Композитор — Імант Калниньш
- Художник — Дайліс Рожлапа